# Spildte Guds ord på Balle-Lars
Spildte Guds ord på Balle-Lars er et populært udtryk, der stammer fra titlen på skriftet Spildte Guds Ord paa Balle-Lars fra 1861 forfattet af pastor J.E. Gjellebøl (1816-1890) fra Præstø. Dette handler om pastorens forgæves forsøg på at få den dødsdømte Lars Nielsen, kaldet Balle-Lars, til at angre sine synder. Udtrykket bruges således i dag om en situation, hvor velmente råd eller klog tale ignoreres. 

## Om Balle-Lars
Balle-Lars blev født i 6. april 1822 i Stensby. Hans kaldenavn var Lars Nielsen Bahl - senere "Balle-Lars". Ifølge kirkebogen for Kalvehave sogn er han døbt Lars Nielsen. Hans mor Johanne Christensdatter (som også blev kaldt 'Balle-Johanne') kom desuden fra landsbyen Balle. Hans far hed Niels Rasmussen. 
Balle-Lars gjorde militærtjeneste og blev efter forsvaret af Fredericia udnævnt til korporal i den danske hær. Titlen indebar dog ingen økonomiske fordele for ham, og han og hans familie var ganske fattige. Balle-Lars boede i en årrække i Ejby (dengang Eiby) og var derfor også kendt under navnet Balle-Eiby.

## Anklaget for mord
Balle-Lars havde før sagen, der endte i hans dødsdom, inkasseret 1 måneds tugthus for at stjæle et par seler og derefter 1 års tugthus for at stjæle fem brædder til en dør i sit hus. Han var efter sin militærtjeneste desuden involveret i diverse tyverier og forsikringssvindel, uden noget kunne bevises (han tilstod dog disse ting sammen med mordet).
Anklagen lød på, at Balle-Lars i 1858 blev bestilt af en bonde til at myrde Ane-Marie Henningsdatter i Ugledige mod en sum på 100 rigsdaler. Bondens motiv for dette var, at Ane-Marie, der var enke efter bondens afdøde far (dennes anden kone), hindrede bonden i at overtage familiegården. Lejemordet blev udført 8. september 1858 som skuddrab med haglgevær. Ved Ane-Maries begravelse anføres dødsårsagen: "skudt af Lars Bahl". Først gik alt glat, men Balle-Lars kom til at tale over sig til sin svoger og blev efterfølgende arresteret. Han tilstod først, men trak senere sine ord tilbage. 
2. august 1860 afsagde Højesteret dommen for mordet: Halshugning og hjul og stejle til både bonden og Balle-Lars. Denne dom blev dog omstødt af kongen (Frederik 7.) til livsvarigt fængsel for bonden og til "kun" halshugning for Balle-Lars.
Jakob Elisius Gjellebøl, sognepræsten i Præstø, hvor Lars Nielsen sad fængslet, skulle berede ham til døden og besøgte ham i alt 21 gange. Han konstaterede dog til sidst, at Lars Nielsen var "forstokket og uimodtagelig for Religionens Paavirkning", da denne ikke angrede, men derimod alle 21 gange igen benægtede at have begået mordet.
Balle-Lars endte med at få hugget hovedet af 16. oktober 1860 på Rakkerbanken i Ugledige skov, hvorefter han blev begravet uden ceremoni på stedet. Hans sidste ord gik også på en benægtelse af mordet.

## Om bogen
Pastor Gjellebøls bog blev oprindeligt udgivet i Næstved i 1861. Den blev genudgivet i 1971 som fotografisk optryk af forlaget Wormianum i Århus. 

## Udtrykket i populærkulturen
Et eksempel er tegneserietegneren Mårdøn Smets første professionelle tegneseriearbejde, som bar titlen Spildte Guds ord på Balle-Lars. Dette blev udgivet af forlaget Runepress i 1984.
Udtrykket bruges også i M.C. Hansens mord-ballade "Balladen om Balle Lars".